# Amazónek bělobřichý
Amazónek bělobřichý (Pionites leucogaster) je druh papouška, spolu s amazónkem černotemenným jeden ze dvou (popřípadě čtyř) druhů papoušků z rodu Pionites.

## Výskyt

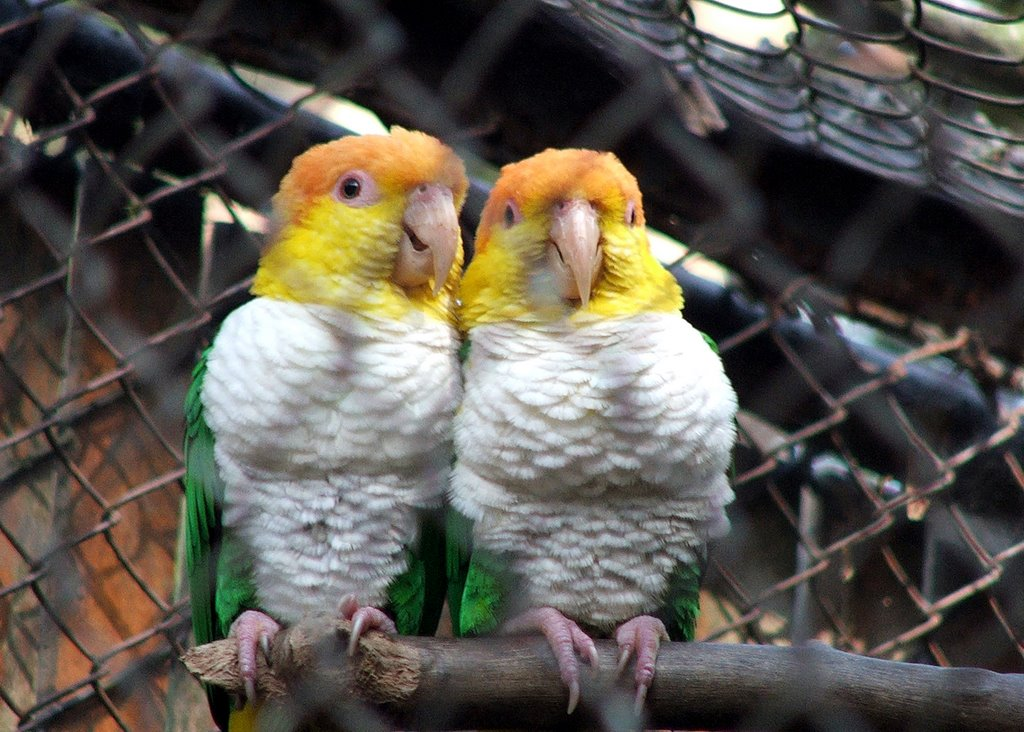
Dvojice amazónků bělobřichých v zajetí

Amazónek bělobřichý se vyskytuje převážně ve vlhkých amazonských pralesích, jižně od Amazonky v Brazílii, Peru a Bolívii. V oblasti, ve které žije je poměrně běžný a je snadné ho spatřit v rozsáhlých chráněných oblastech, jako jsou národní parky Cristalino, Xingu a Amazônia v Brazílii.

## Popis
Amazónek bělobřichý je vysoký 25 cm a váží 170 g. Je charakteristický především zbarvením hlavy. Má oranžové temeno, hlava je žlutá. Křídla, ocas a stehna jsou tmavě zelené, břicho je celé bílé (podle této barvy břicha byl také tento papoušek pojmenován), podbřišek je žlutý. Amazónek má též růžové nohy a zobák, kolem oka má bílý až růžový oční kroužek. Oko je zbarveno červeně.

## Poddruhy
Amazónek bělobřichý se dělí na tři poddruhy (Pionites leucogaster leucogaster, Pionites leucogaster xanthomerius a Pionites leucogaster xanthurus), ty jsou však někdy považovány za samostatné druhy.
- Pionites leucogaster leucogaster (amazónek bělobřichý severní) – základní druh, popsaný výše
- Pionites leucogaster xanthomerius (amazónek bělobřichý ekvádorský) – na rozdíl od základního druhu má žlutá stehna a černé běháky
- Pionites leucogaster xanthurus (amazónek bělobřichý západní) – na rozdíl od základního druhu má žlutý ocas a růžové běháky

## Ohrožení
Vzhledem k nepřetržitému kácení tropických lesů, ve kterých se papoušek vyskytuje, je jeho počet značně[ujasnit] nízký a je zranitelným druhem. Jsou pořádány akce, jejichž cílem je reintrodukce papouška do klidnějších oblastí Jižní Ameriky.

## Galerie

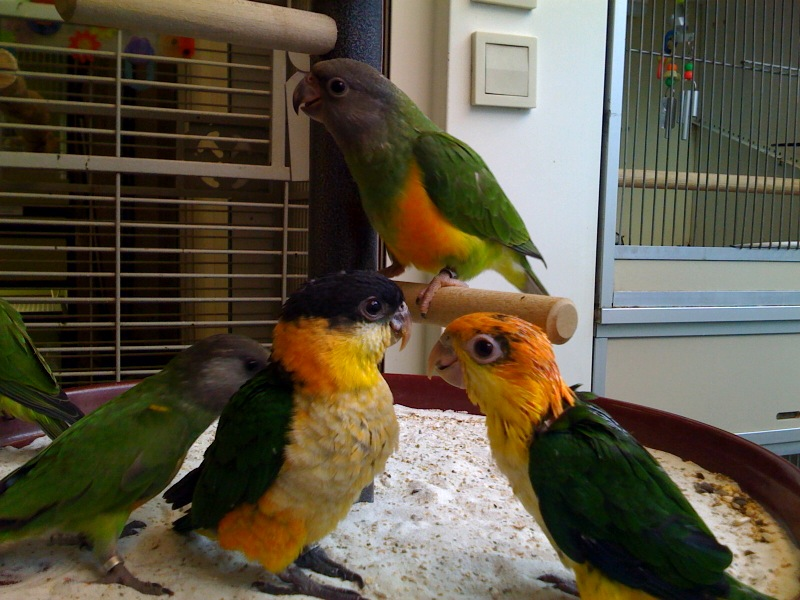
Mladý amazónek bělobřichý spolu s amazónkem černotemenným a papoušky senegalskými v obchodu se zvířaty
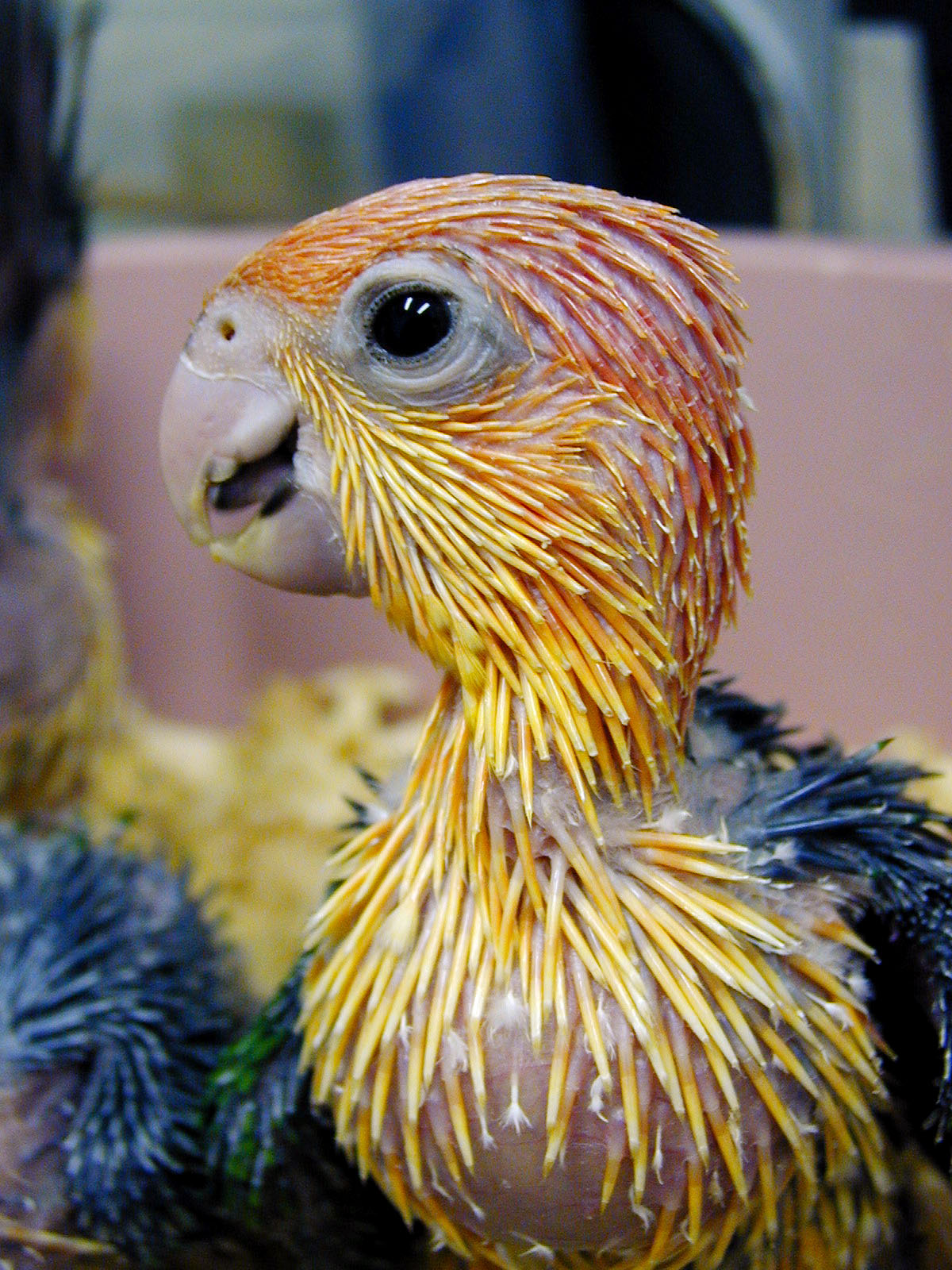
Mládě amazónka bělobřichého
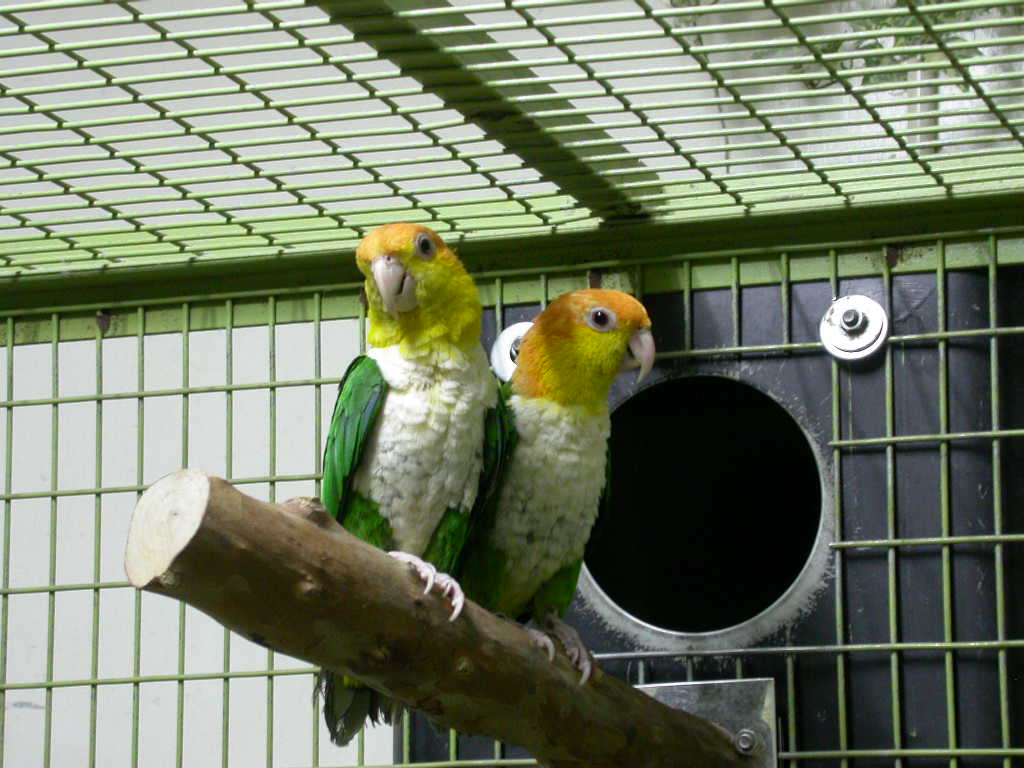
Dvojice amazónků na bidle
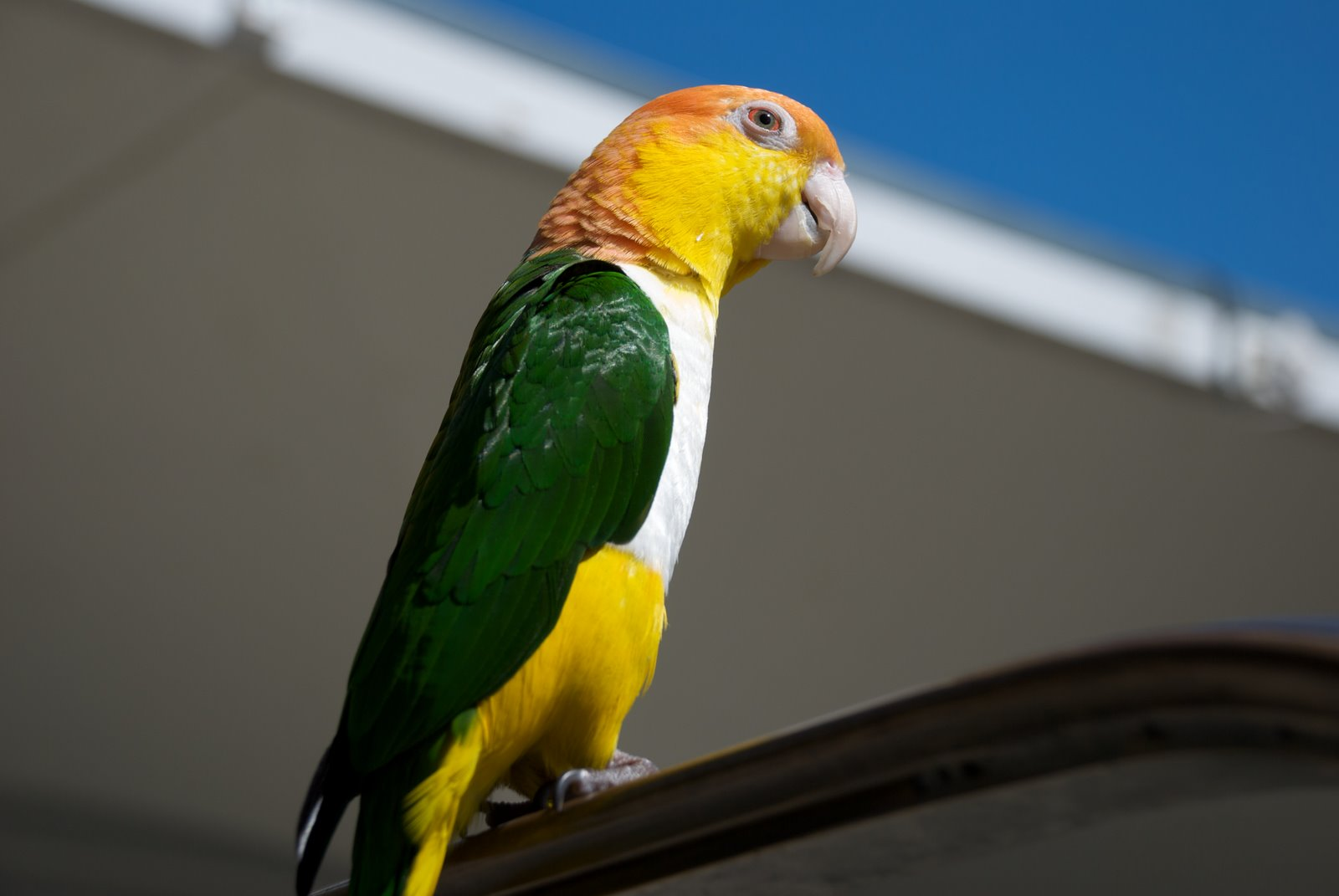
Amazónek bělobřichý
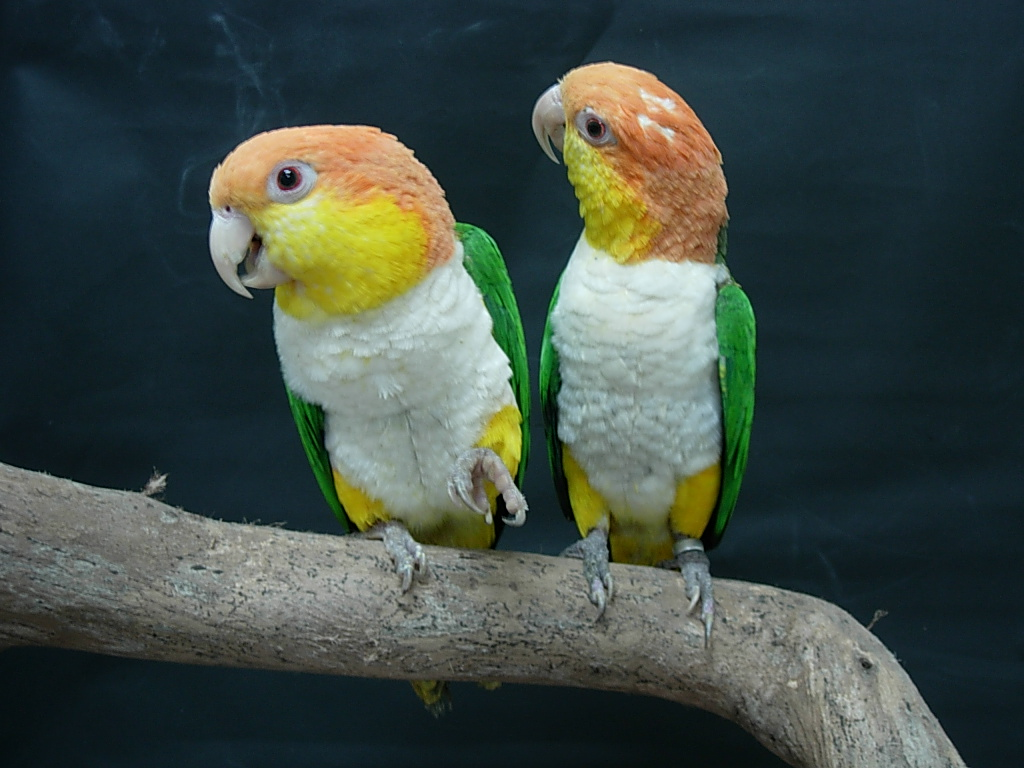
Pár amazónků bělobřichých
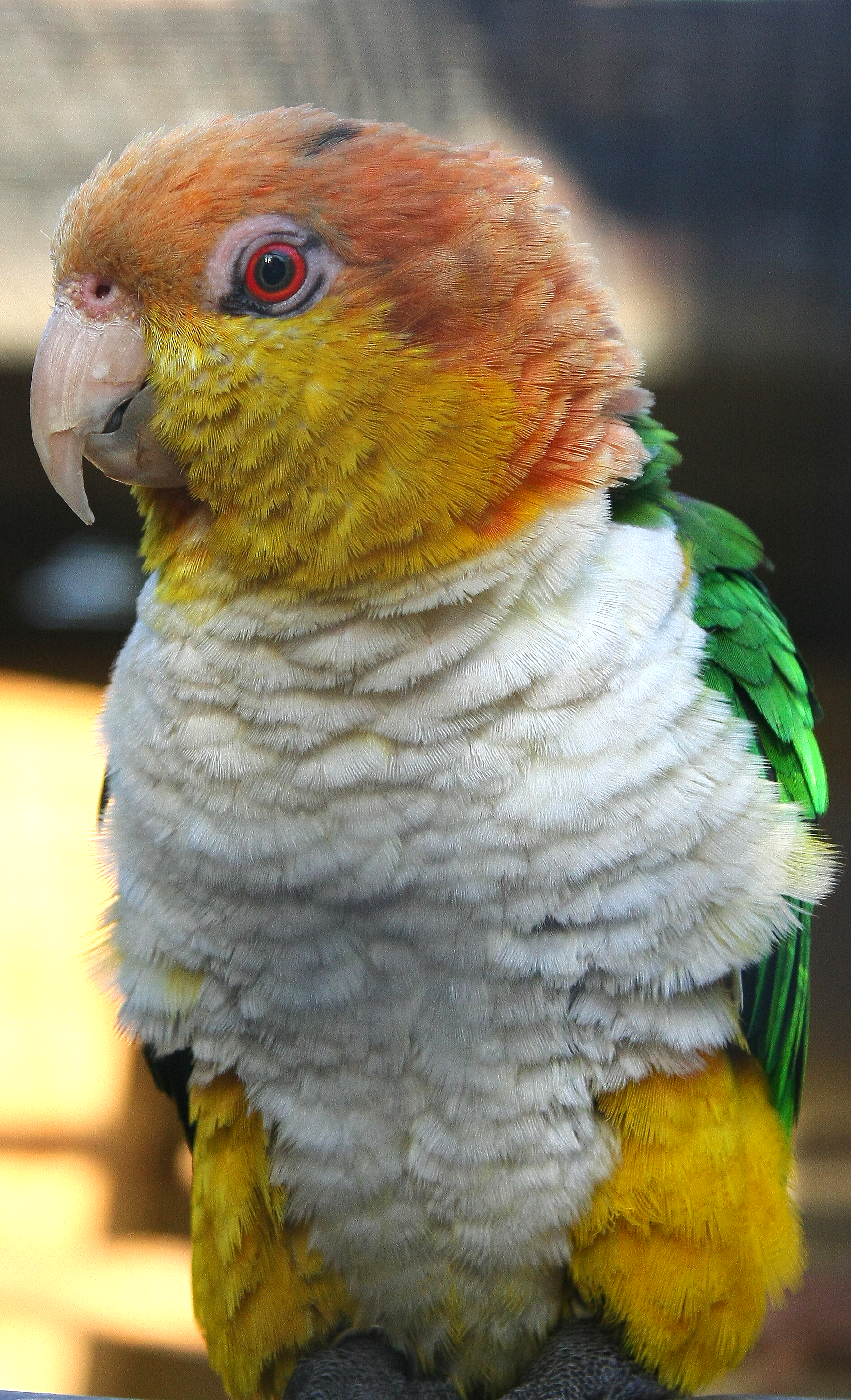
Detailní pohled na amazónka bělobřichého